# 큰철회색난쟁이여우원숭이
큰철회색난쟁이여우원숭이(Cheirogaleus ravus)는 마다가스카르에서 발견되는 작은 야행성 여우원숭이의 일종이다.
큰철회색난쟁이여우원숭이의 털 채색은 갈색 색조의 철회색을 띤다. 등 쪽에 희미한 줄무늬가 있다. 발은 흰색이며, 털은 몸 색깔과 같고 꼬리 끝은 희다. 귀는 어두운 색을 띠고, 털이 없거나 털이 드문드문 덮여 있다.
타마타베, 탐피라, 마함바, 암보디보앙기, 페시 말렝도 등에서 발견된다.